# Velika Sugubina
Velika Sugubina (en serbe cyrillique : Велика Сугубина) est un village de Serbie situé dans la municipalité de Pivara (Kragujevac), district de Šumadija. Au recensement de 2011, il comptait 224 habitants.

## Démographie

### Évolution historique de la population
| 1948 | 1953 | 1961 | 1971 | 1981 | 1991 | 2002 | 2011 |
| ---- | ---- | ---- | ---- | ---- | ---- | ---- | ---- |
| 706  | 725  | 671  | 557  | 440  | 351  | 284  | 224  |

|  |